# 2-га постійна військово-морська група НАТО

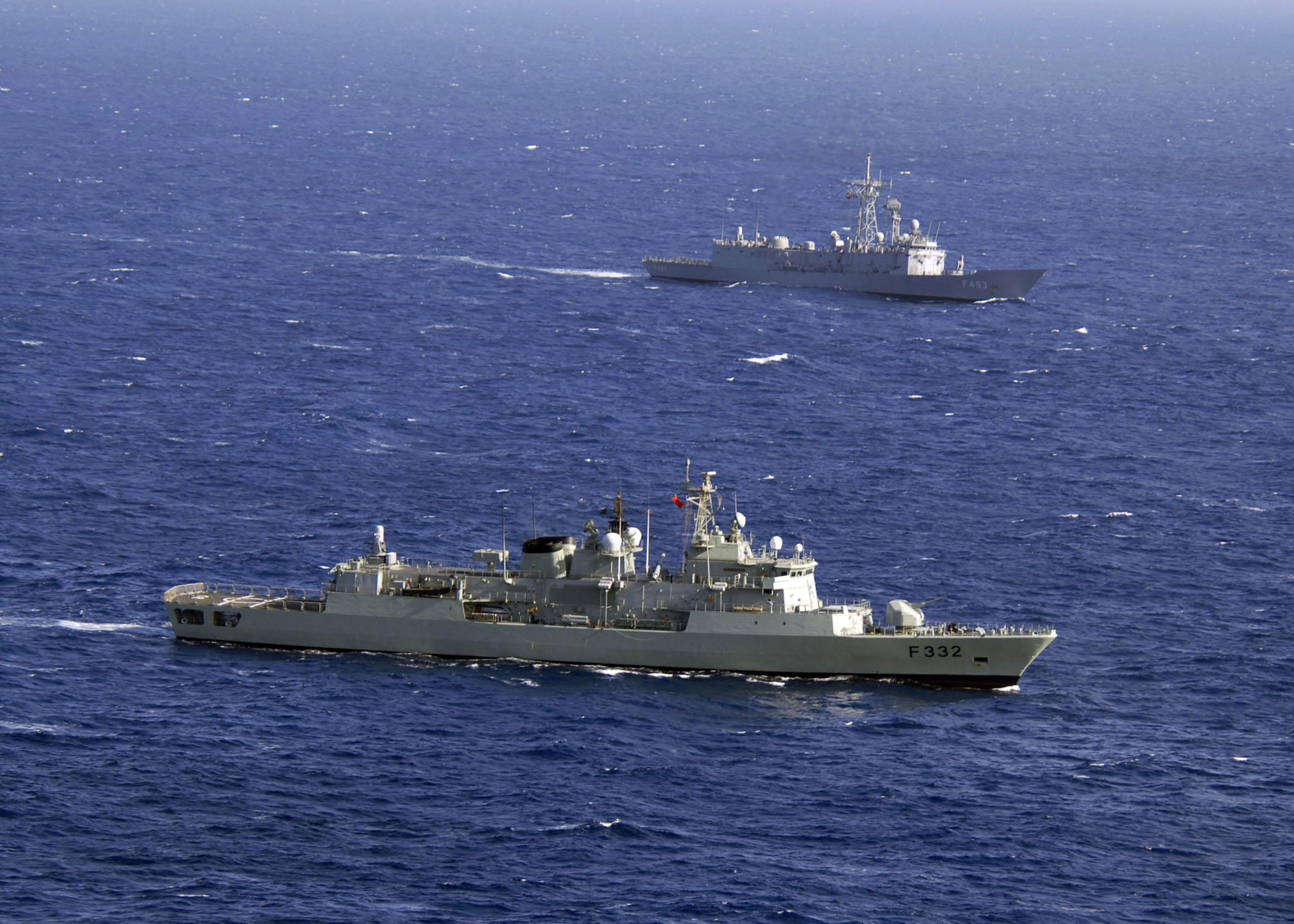
Португальський фрегат «Corte Real» і турецький фрегат «Gelibolu» під час навчань у 2008 році

2-а постійна військово-морська група НАТО (англ. Standing NATO Maritime Group 2; SNMG2) — одна з морських груп швидкого реагування НАТО. До 1 січня 2005 року була відома, як Постійна військово-морська група Середземномор'я. В 2010-х роках складається з 4-х або 6-ти есмінців і фрегатів Королівського військово-морського флоту Данії, військово-морських сил Туреччини, військово-морських сил США, військово-морських сил Італії.
Також до цієї групи періодично приєднуються кораблі військово-морських сил інших країн-членів НАТО, зокрема Німеччини, Греції, Іспанії, Португалії і Нідерландів.
Ротація відбувається раз у шість місяців. Командувач постійною групою призначається на строк до одного року.
Акваторія групи охоплює Середземне море та частину Адріатичного.
Група упродовж останніх двадцяти років була задіяна у різноманітних операціях та місіях, серед яких Операція «Активні зусилля», Операція «Шарп ґард», Операція «Союзницький постачальник», Операція «Маритайм монітор», місії з боротьби проти піратства та інші.

## Склад групи у різний час
- HMS «Дункан»
- «Its San Marco»;
- USS «Halyburton (FFG-40)»;

Офіційна емблема групи

- TCG «Gokiva»;
- HDMS «Iver Huitfeldt».
- HMCS «Торонто»